# Județul Romanați (antebelic)
Județul Romanați a fost o unitate administrativă de ordinul întâi din Vechiul Regat al României (existent în perioada antebelică). Județul se afla în regiunea istorică Oltenia, iar reședința era orașul Caracal.

## Așezare și limite

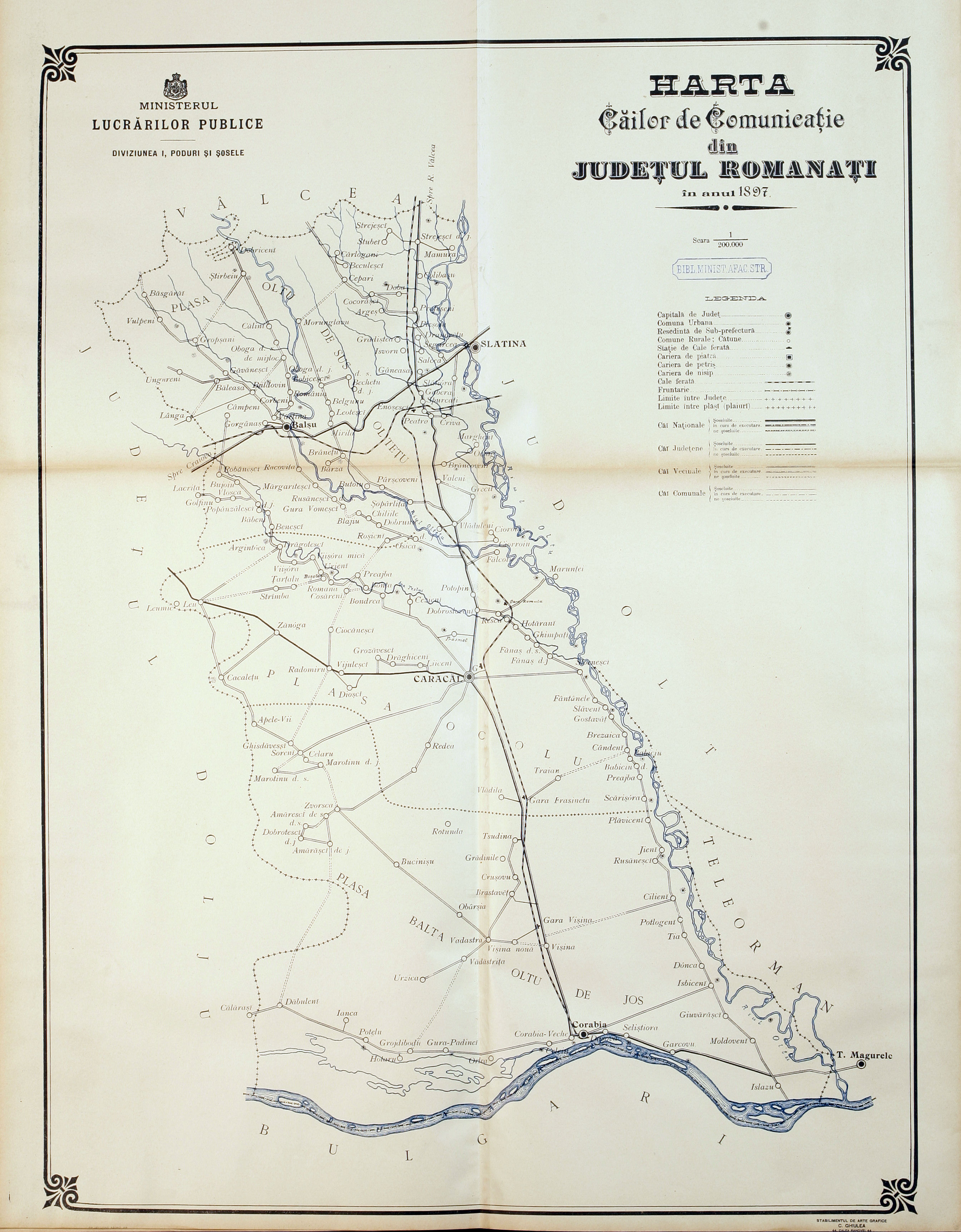
Harta județului Romanaţi în Atlasul Căilor de Comunicații din 1897

Județul Romanați era un județ de frontieră. Se învecina cu Bulgaria (până în 1908 Imperiul Otoman) și cu județele românești Olt, Teleorman, Dolj și Vâlcea. Numele de Romanați vine de la Romunates, adică locuitorii Romulei, una dinte cele mai însemnate colonii romane (cea mai însemnată de pe teritoriul Vechiului Regat al României) conform etimologiei lui Bogdan Petriceicu Hașdeu.

## Istoric
În anul 1864, domnitorul Alexandru Ioan Cuza dă prima lege de organizare administrativ-teritorială modernă a teritoriului României. Legea prevedea împărțirea țării în 33 de județe, având ca subdiviziuni plășile și comunele (urbane și rurale). Județele și comunele erau investite cu personalitate juridică și cu organe deliberative și executive: consiliul județean și prefectul (acesta din urmă ca reprezentant al guvernului în teritoriu), respectiv consiliul comunal
și primarul (în calitate de reprezentant al guvernului în teritoriu). Plășile erau simple subdiviziuni ale județelor, fără personalitate juridică, conduse de subprefecți, cu atribuții de supraveghere și control asupra autorităților comunale.
Județul antebelic Romanați era împărțit în 3 plăși: Ocolul, Oltul de Jos-Balta și Oltețul-Oltul de Sus. Județul avea 2 comune urbane (Caracal-reședința județului și Corabia, port la Dunăre) și 110 comune rurale.
Agricultura era principala ocupație a locuitorilor. În județul Romanați exista un singur port, Corabia, unde se opreau vase cu pânze și aburi și vapoarele de poștă de pe Dunăre. În trecut și Islazul a fost port.
Se oragnizau bâlciuri la: Caracal, Băbiciul, Brâncoveni, Slătioara, Osica de Sus, Pârșcoveni, Strejești de Sus, Oboga, Crușovul, Dăbuleni, Izbiceni, Rusănești de Jos, Studina, Vădăstrița și Vișina.

## Marca
Câmpiile întinse și foarte fertile reprezentau bogăția județului prin recoltele admirabile ce se produceau aici. De aceea, marca (stema) județului Romanați era un snop de grâu.